# Чурилово (Ковровский район)
Чурилово — деревня в Ковровском районе Владимирской области России, входит в состав Новосельского сельского поселения.

## География
Деревня расположена в 20 км на юг от центра поселения посёлка Нового и в 24 км на юг от райцентра города Коврова.

## История
В XIX — первой четверти XX века деревня входила в состав Клюшниковской волости Ковровского уезда. В 1859 году в деревне числилось 9 дворов, в 1905 году — 8 дворов, в 1926 году — 10 дворов.
С 1929 года деревня входила в состав Мартемьяновского сельсовета Ковровского района, с 1940 года — в составе Крутовского сельсовета, с 2005 года — в составе Новосельского сельского поселения.

## Население
| 1859 | 1905 | 1926 | 2002 | 2010 | 2021 |
| ---- | ---- | ---- | ---- | ---- | ---- |
| 74   | ↘47  | ↗53  | ↘0   | →0   | →0   |